# Галльера, Арнальдо
Арнальдо Гальера (итал. Arnaldo Galliera; 7 октября 1871, Милан — 9 августа 1934, Милан) — итальянский композитор и органист. Отец дирижёра Альчео Гальеры.
Занимался в Миланской консерватории под руководством Полибио Фумагалли (орган) и Альфредо Каталани (композиция), получив при выпуске (1892) золотую медаль за одноактную комическую оперу «Трильби», поставленную на консерваторской сцене, а затем в 1899 году в Риме. В 1897—1913 гг. профессор органа в Пармской консерватории, затем вернулся в Милан, выиграв конкурс на замещение аналогичной позиции в Миланской консерватории.
Композиторское наследие Гальеры включает преимущественно церковную и вокальную музыку, а также фортепианное трио и некоторые другие камерные сочинения.

## Произведения
- Trilby, опера, 1892
- Deux morceaux, музыкальная комедия, 1901
- La leggenda di s. Giuliano, опера,
- Egle ed Alceo, опера
- Aslak, опера,
- Il Battesimo di Cristo, оратория для солистов, хора и оркестра
- Suite dionisiaca для оркестра, 1916
- Preludio e fuga − для фортепиано, 1916
- Vere novo − для голоса и оркестра, 1923
- L’ostessa di Gaby − для голоса и оркестра, 1923
- Disperata − для голоса и оркестра, 1923
- La lavandaia di S. Giovanni − для голоса и оркестра, 1927
- Canzone − для голоса и оркестра, 1939
- Sei pezzi facili − для органа, 1928
- Andante per violino e pianoforte, 1923
- Trittico: Natale, Venerdì Santo, Pasqua, 1935
- Corale, 1936
- Preludio (quasi fantasia) e fuga, 1942
- 2 Fughe, − в печати появились в 1980 году
- Inoltre Trio per pianoforte, violino e violoncello, − в печати появились в 1980 году
- Tema e variazioni per orchestra,
- Petite suite Arlequin et Colombine,
- Preludio e fuga − для струнного квартета
- Offertoire (per armonium), in Les maîtres contemporains de l’orgue,
- Scherzo − для оркестра, около 1900 года
- Ave Maria − для квартета
- Post communio − для дуэта
- Tota pulchra es Maria − для дуэта и органа.
- O salutaris Hostia − для дуэта и органа.